# Ленер, Енё
Енё Ленер (венг. Léner Jenő; 7 апреля (по другим данным 23 июня) 1894, Мария-Терезиополь — 4 ноября (по другим данным 29 ноября) 1948, Нью-Йорк) — венгерский скрипач.
Учился в Будапештской музыкальной академии, в том числе у Енё Хубаи. Играл в Будапеште в театральном оркестре. В 1918 г. основал струнное трио вместе со скрипачом Йожефом Шмиловицем и виолончелистом Имре Хартманом, чуть позже преобразованное в квартет с добавлением альтиста Шандора Рота; в 1919 г. квартет дал первый концерт в Сегеде. Квартет в этом составе просуществовал 23 года, базируясь с 1923 г. в Англии. Квартет Ленера считался одним из лучших в Европе: в 1927 г. именно ему было предложено осуществить запись всех квартетов Бетховена к 100-летию смерти композитора (в это же время сам Ленер записал несколько скрипичных сонат Бетховена с Луисом Кентнером). К 1939 г. американскими звукозаписывающими фирмами был распродан миллион различных записей квартета; в это же время, в связи с началом Второй мировой войны, все музыканты покинули Европу и отправились в турне по Южной и Северной Америке. Однако в 1942 г., накануне гастролей с бетховенским циклом в Мехико, произошёл конфликт между Ленером и тремя другими музыкантами (по утверждению И. Колодина, Ленер потребовал продолжительных репетиций, которые остальные участники квартета посчитали излишними), в результате чего коллектив распался.
В оставшиеся годы жизни Ленер пробовал воссоздать квартет в разных составах, принимал участие в других камерных проектах — в частности, был скрипачом в самом первом составе Альма-трио (1944—1945, с Адольфом Баллером и Габором Рейтё).